# Parafia Zmartwychwstania Pańskiego w Kodiak
Parafia Zmartwychwstania Pańskiego – parafia prawosławna w Kodiak. Jedna z 7 parafii tworzących dekanat Kodiak diecezji Alaski Kościoła Prawosławnego w Ameryce.
Jest to jedna z najstarszych parafii prawosławnych na terytorium Stanów Zjednoczonych, powstała w 1794 – roku przybycia na Alaskę rosyjskiej misji tworzonej przez mnichów z monasteru Wałaam. Jej świątynią jest wzniesiony w tym samym roku sobór Zmartwychwstania Pańskiego w Kodiak, w którym przechowywane są relikwie św. Hermana z Alaski.
Proboszczem parafii w latach 1900–1905 był późniejszy święty męczennik ks. Bazyli Martysz.